# Nati nel 1911/Febbraio
| Questa pagina contiene informazioni ricavate automaticamente dalle voci biografiche con l'ausilio del template Bio e di un bot. L'aggiornamento è periodico e automatico e ricostruisce completamente la pagina. Se manca una persona in questa lista, sei pregato di non aggiungerla, ma accertati piuttosto che la sua voce biografica contenga il template Bio e che i dati anagrafici siano correttamente compilati. Se il template Bio manca, inseriscilo tu stesso o, in alternativa, metti l'avviso {{tmp\|Bio}} che ne segnala la mancanza. Se i dati riportati sono sbagliati, correggi direttamente la voce biografica; le modifiche saranno visibili in questa lista entro pochi giorni. Per chiarimenti vedi il progetto biografie. La lista contiene solo le 119 persone che sono citate nell'enciclopedia e per le quali è stato implementato correttamente il template Bio. Pagina aggiornata al 2 mag 2025. |

- 1º febbraio - Francesco Castán Meseguer, religioso spagnolo († 1936)
- 1º febbraio - Fedele De Francisca, carabiniere italiano († 1945)
- 1º febbraio - Pietro De Vico, attore italiano († 1999)
- 1º febbraio - Bill Denton, ginnasta statunitense († 1946)
- 1º febbraio - Michael Murach, pugile tedesco († 1941)
- 1º febbraio - Abraham H. Taub, matematico e fisico statunitense († 1999)
- 1º febbraio - Anteo Zamboni, anarchico italiano († 1926)
- 2 febbraio - Jolando Nuzzi, vescovo cattolico italiano († 1986)
- 2 febbraio - Richard O'Kane, ammiraglio statunitense († 1994)
- 2 febbraio - Adriano Sicbaldi, pittore italiano († 2007)
- 3 febbraio - Jehan Alain, compositore e organista francese († 1940)
- 3 febbraio - Kåre Bergstrøm, fotografo e regista norvegese († 1976)
- 4 febbraio - Gino Germani, sociologo italiano († 1979)
- 4 febbraio - Gianpaolo Lazzaro, pittore italiano († 1977)
- 4 febbraio - Boris Ėduardovič Nirenburg, regista sovietico († 1986)
- 4 febbraio - Francisco Rúa, calciatore argentino († 1993)
- 4 febbraio - Geoffrey Willans, scrittore e sceneggiatore britannico († 1958)
- 5 febbraio - Augusto Amaro, calciatore portoghese († 1968)
- 5 febbraio - Jussi Björling, tenore svedese († 1960)
- 5 febbraio - Ettore Fecchi, paroliere, sceneggiatore e regista italiano († 1972)
- 5 febbraio - Reiner Kugler, calciatore cecoslovacco
- 5 febbraio - Berto Perotti, germanista e scrittore italiano († 2005)
- 5 febbraio - Tristano Torelli, fumettista e editore italiano
- 6 febbraio - Irma Marchiani, partigiana italiana († 1944)
- 6 febbraio - José Pamplona, cestista messicano
- 6 febbraio - Ronald Reagan, politico, sindacalista e attore statunitense († 2004)
- 7 febbraio - Nándor Bán, calciatore e allenatore di calcio ungherese († 1999)
- 7 febbraio - Ricardo Frione, calciatore e allenatore di calcio uruguaiano († 1986)
- 7 febbraio - Aldo Gentilini, pittore e scultore italiano († 1982)
- 7 febbraio - Takako Irie, attrice e produttrice cinematografica giapponese († 1995)
- 7 febbraio - Rudolf Raftl, calciatore austriaco († 1994)
- 8 febbraio - Lélia Abramo, attrice, politica e attivista brasiliana († 2004)
- 8 febbraio - Judith Allen, attrice statunitense († 1996)
- 8 febbraio - Elizabeth Bishop, poetessa e scrittrice statunitense († 1979)
- 8 febbraio - Jørgen Hval, calciatore norvegese († 1992)
- 8 febbraio - Attilio Masarati, ciclista su strada italiano († 1971)
- 8 febbraio - Eric Porter, regista e produttore cinematografico australiano († 1983)
- 8 febbraio - Jimmy Richardson, calciatore inglese († 1964)
- 8 febbraio - Gisberto Vecchi, partigiano italiano († 1944)
- 9 febbraio - Bill Bowerman, allenatore di atletica leggera e imprenditore statunitense († 1999)
- 9 febbraio - Pietro Buscaglia, calciatore italiano († 1997)
- 9 febbraio - Vladimiro Cajoli, scrittore, giornalista e saggista italiano († 1979)
- 9 febbraio - William Darby, generale statunitense († 1945)
- 9 febbraio - Matthias Kaburek, allenatore di calcio e calciatore austriaco († 1976)
- 9 febbraio - Gypsy Rose Lee, ballerina e attrice statunitense († 1970)
- 9 febbraio - Laura Luzzatto Coen, bibliotecaria e traduttrice italiana († 1995)
- 10 febbraio - Nino Nutrizio, giornalista italiano († 1988)
- 10 febbraio - Victor Guillermo Ramos Rangel, musicista e compositore venezuelano († 1986)
- 10 febbraio - Carlo Vidusso, pianista italiano († 1978)
- 11 febbraio - Nathan Adler, psicoanalista statunitense († 1994)
- 11 febbraio - Harvey Eisenberg, animatore e fumettista statunitense († 1965)
- 11 febbraio - Luigi Salvini, slavista, critico letterario e traduttore italiano († 1957)
- 11 febbraio - Carl Keenan Seyfert, astronomo statunitense († 1960)
- 12 febbraio - Vinko Cvjetković, pallanuotista jugoslavo († 1983)
- 12 febbraio - Antonio Guzmán Fernández, politico dominicano († 1982)
- 12 febbraio - Charles Mathiesen, pattinatore di velocità su ghiaccio norvegese († 1994)
- 12 febbraio - Juana Muller, scultrice cilena († 1952)
- 12 febbraio - Cearbhall Ó Dálaigh, politico e giurista irlandese († 1978)
- 12 febbraio - Mario Ruta, militare e marinaio italiano († 1940)
- 12 febbraio - Aureliano Santini, politico, antifascista e partigiano italiano († 1966)
- 12 febbraio - Ernest Schmidt, cestista statunitense († 1986)
- 12 febbraio - Hermine Schröder, pesista tedesca († 1976)
- 13 febbraio - Faiz Ahmad Faiz, poeta e scrittore pakistano († 1984)
- 13 febbraio - Doxie Moore, allenatore di pallacanestro e dirigente sportivo statunitense († 1986)
- 13 febbraio - Jean Muir, attrice statunitense († 1996)
- 13 febbraio - Bruno Rossi, calciatore italiano († 1992)
- 13 febbraio - Arvid Thörn, calciatore svedese († 1986)
- 14 febbraio - Lois Delander, modella statunitense († 1985)
- 14 febbraio - Willem Johan Kolff, medico olandese († 2009)
- 14 febbraio - Chika Sagawa, poetessa e traduttrice giapponese († 1936)
- 16 febbraio - Keith Gledhill, tennista statunitense († 1999)
- 16 febbraio - Pino Mercanti, regista e sceneggiatore italiano († 1986)
- 17 febbraio - Robert Nünlist, ufficiale svizzero († 1991)
- 17 febbraio - Pippo Schembri, pallanuotista maltese († 1981)
- 17 febbraio - Margaret St. Clair, scrittrice statunitense († 1995)
- 18 febbraio - Margaret Furse, costumista britannica († 1993)
- 18 febbraio - Manne Heinonen, cestista finlandese († 1940)
- 18 febbraio - Erich Kulka, storico, scrittore e giornalista israeliano († 1995)
- 18 febbraio - Leopoldo Pantieri, partigiano italiano († 1948)
- 18 febbraio - Hans Woellke, pesista tedesco († 1943)
- 19 febbraio - Bill Hosket, cestista e allenatore di pallacanestro statunitense († 1956)
- 19 febbraio - Artur Kejrans, compositore di scacchi lettone († 1954)
- 19 febbraio - Merle Oberon, attrice britannica († 1979)
- 19 febbraio - Armando Preti, calciatore italiano († 1971)
- 20 febbraio - Luciano Anceschi, filosofo e critico letterario italiano († 1995)
- 20 febbraio - Margot Grahame, attrice britannica († 1982)
- 20 febbraio - Oldřich Kvapil, calciatore cecoslovacco († 1975)
- 20 febbraio - Eraldo Pangrazi, allenatore di calcio e calciatore italiano
- 20 febbraio - Giulio Panzeri, calciatore italiano
- 20 febbraio - André Saeys, calciatore belga († 1988)
- 20 febbraio - Paul Tripp, compositore, paroliere e scrittore statunitense († 2002)
- 20 febbraio - Peter Glob, archeologo danese († 1985)
- 20 febbraio - István Énekes, pugile ungherese († 1940)
- 21 febbraio - Szilárd Ignác Bogdánffy, vescovo cattolico rumeno († 1953)
- 21 febbraio - Alice Pashkus, pedagoga e musicista tedesca († 1972)
- 21 febbraio - Giovanni Semerano, bibliotecario, filologo classico e linguista italiano († 2005)
- 21 febbraio - Raúl Toro, calciatore cileno († 1982)
- 22 febbraio - Gino Cremonini, imprenditore e dirigente sportivo italiano († 1975)
- 22 febbraio - Marino Marini, aviatore italiano († 1959)
- 22 febbraio - Francesco Solinas, presbitero, religioso e pedagogo italiano († 1983)
- 22 febbraio - Margaret Thompson, numismatica statunitense († 1992)
- 23 febbraio - Alfred Felix Landon Beeston, orientalista e arabista britannico († 1995)
- 23 febbraio - Mstislav Keldyš, fisico, matematico e politico sovietico († 1978)
- 23 febbraio - István Závodi, calciatore ungherese († 1987)
- 24 febbraio - Henk Blomvliet, calciatore olandese († 1980)
- 24 febbraio - Aleksandr Goldstein, compositore di scacchi polacco († 1988)
- 24 febbraio - Walt Stanky, cestista statunitense († 1978)
- 24 febbraio - Robert Williame, militare e aviatore francese († 1940)
- 25 febbraio - Don Welsh, calciatore e allenatore di calcio britannico († 1990)
- 26 febbraio - Henri De Pauw, pallanuotista belga († 1973)
- 26 febbraio - Walter Georg Kühne, paleontologo tedesco († 1991)
- 26 febbraio - Tarō Okamoto, pittore, scultore e scrittore giapponese († 1996)
- 26 febbraio - Albina Osipowich, nuotatrice statunitense († 1964)
- 27 febbraio - Julio Curatella, canottiere argentino († 1995)
- 27 febbraio - Momčilo Đokić, calciatore jugoslavo († 1983)
- 27 febbraio - Pino Levi Cavaglione, partigiano e scrittore italiano († 1971)
- 28 febbraio - Herman Van Breda, filosofo belga († 1974)
- 28 febbraio - Denis Parsons Burkitt, patologo e chirurgo britannico († 1993)
- 28 febbraio - Otakar Vávra, regista, sceneggiatore e insegnante ceco († 2011)